# Irlands herrlandslag i fotboll (1882–1950)
Denna artikel handlar om Irlands landslag organiserat av IFA till 1950, då det senast valde spelare utanför Nordirland. För det nuvarande IFA-laget, se Nordirlands herrlandslag i fotboll. För landslaget organiserat av FAI, som valde spelare från Nordirland också, se Irlands herrlandslag i fotboll.
Irlands herrlandslag i fotboll var det lag som representerade Irland i fotboll under perioden 1882–1950. Laget var anslutet till fotbollsförbundet Irish Football Association (IFA).
Efter Irlands delning bildade Irländska fristaten (idag Republiken Irland) sitt eget fotbollsförbund, som erkändes av Fifa som det irländska fristatens styrande organ. Trots detta tog de båda förbunden sig friheten att plocka spelare utanför sitt område, då de båda förbunden ansåg sig att representera ön Irland. Både Irish Football Association (Nordirland) och Football Association of Ireland (Republiken Irland) hämtade spelare från både Nordirland och Republiken Irland fram till 1950 då Fifa förbjöd detta.